# Сумські сотні
Сумські сотні (властиво Сумська Першо-Полкова сотня, Перекопська сотня та Новомістенська сотня) — адміністративно-територіальні та військові одиниці Сумського полку Слобідської України, розташовані безпосередньо у місті Суми. Засновані до 1660, а ліквідовані 1765.

## Адміністрування
Наявність кількох сотень у полковому місті Суми документально фіксується вже 1660. Усталені назви — Полкова, Перекопська та Новоміська (Новомістенська).
До полкової сотні було приписане приміське село Пришиб, в якому мешкали підпомічники.
Усі ліквідовані 1765 через анексію Слобідської України Московщиною.

### Полкова сотня— перша Сумська сотня
Козаки цієї сотні мешкали у Верхньому місті — між річкою Сумою та Покровською площею. Принаймні в цьому районі була розташовані полкова скарбниця та полкова канцелярія (орієнтовно у т. зв. «Будинку війта»). Як полкова у реєстрах виокремлюється у 1663 році.

#### Сотники Полкової сотні
- Гудим Кирик (?-1660);
- Шпиленко (Шпиль) Йосип (1660-1664-?);
- Оліферов Марко (Алфьоров Марко Олефірович) (1670—1679, 1685, 1691—1714; помер у 1714); Мартин Елевферьев [Алферов] (1693—1695);
- Примарк (?-1696-?);
- Кондратьєв Іван Іванович (?-1732-?);
- Іскрицький Василь Григорович (?-01.1736-?);
- Савич Семен (Васильович?) (17.04.1753-1765), підпрапорний з 10.07.1749 р. і комісар Сумського дистрикту.

#### Старшини та урядники
- Лофицький Степан Хомич (1739—1748) — сотенний писар;
- Лофицький Степан Хомич (1748-12.1756), Парафієвський Данило (21.12.1755 — 12.05.1756) — сотенні хорунжі.

### Перекопська сотня— друга Сумська сотня
Перекопом у XVII—XVIII ст. називалася центральна частина міста Суми, обмежена річками Псел, Сума та Сумка — від сучасної Покровської площі до вулиці Перекопської.
Назву отримала від оборонного рову, викопаного 1658—1659 між річками Псел і Сумка.

#### Сотники Перекопської сотні
- Підлісний Василь, (?-1660 — 1685-?);
- Андреев Семен (?-1693-1695-?);
- Власовський (Власов, Сироїжка) Михайло Федорович (?-1726-?); батько — Федір Федорович Сироїжка [Алфьоров, с. 47];
- Вірченко Ар(сеній?) (?-1732-?);
- Романенков Семен Прокопович (?) *;
- Алфьоров Федір Йосипович (бл. 1726 р.н.) (18.09.1747-1752, відсторонений за провину; 1753—1763, взятий під варту, ? — 1766).

#### Служителі та урядники
- Павлов Іван (?-1660-?) — сотенний осавул.

### Новоміська (Новомістенська) сотня— третя Сумська сотня
Козаки цієї сотні мешкали у «Новому місті» — передмісті (частині) Сум на Холодній горі за річкою Сумою — тепер район проспекту Шевченка та вулиці Новомістенської.

#### Сотники Новоміської сотні
- Охріменко Степан (?-1685-?);
- Алфьоров Яків Маркович (?-1714-?);
- Алфьоров Олексій Якович (?-1732 — помер 1739);
- Кондратьєв Омелян (Ємельян) (?-1732-?);
- Філерс Кіндрат фон (Фонфілерс) (18.09.1747-24.10.1763 (1766);
- Кондратьєв Яків Іванович — ваканс-сотник (24.10.1763-?).

#### Старшини та урядники
- Власовський (Власов) Гарасим Михайлович (1754 — 22.08.1757) — сотенний хорунжий.

### Сумські міські служителі
- Городові отамани: Кондратьєв Гарасим Кондратійович (1658—1659), Стецько (1659-?); Стороженко Максим (?-1660-?); Трубачов (Данилов) Олексій Іванович (1763—1766).

- Городовий осавул: Корній Кирилов (?-1660-?).

- Городові писарі: Григорьєв Іван (?-1658 — 1659-?); Онофрєєв Мартин (?-1730-?); Федоров Микола (?-1736-?); Трубачов (Данилов) Олексій Іванович (1744—1763); Линтварьов Роман (?-1766-?).

- Городовой пономар: Бацаганов Мартин Кирилович (?-02.04.1758-?) — («Сумскаго полку подпрапорный и городовой пономарь»).

- Сумські пушкарі: Васильєв Андрій (?-1670-?); Аврамов Іван (Оврамович) (?-02.1688-?); Свєтличний (Голуб) Никифор Семенович (?-1732-?).